# Cossourado e Linhares
Cossourado e Linhares (oficialmente: União das Freguesias de Cossourado e Linhares) é uma freguesia portuguesa do município de Paredes de Coura, com 9,64 km² de área e 509 habitantes (censo de 2021). A sua densidade populacional é 52,8 hab./km².

## História
Foi criada aquando da reorganização administrativa de 2012/2013, resultando da agregação das antigas freguesias de Cossourado  e Linhares.

## Demografia
A população registada nos censos foi:
| Distribuição da População por Grupos Etários | Distribuição da População por Grupos Etários | Distribuição da População por Grupos Etários | Distribuição da População por Grupos Etários | Distribuição da População por Grupos Etários | Distribuição da População por Grupos Etários |
| -------------------------------------------- | -------------------------------------------- | -------------------------------------------- | -------------------------------------------- | -------------------------------------------- | -------------------------------------------- |
| Antes da agregação                           |                                              |                                              |                                              |                                              |                                              |
| Ano                                          | 0-14 anos                                    | 15-24 anos                                   | 25-64 anos                                   | >= 65 anos                                   | Total                                        |
| 2001                                         | 80                                           | 80                                           | 278                                          | 130                                          | 568                                          |
| 2011                                         | 60                                           | 56                                           | 281                                          | 120                                          | 517                                          |
| Após a agregação                             |                                              |                                              |                                              |                                              |                                              |
| Ano                                          | 0-14 anos                                    | 15-24 anos                                   | 25-64 anos                                   | >= 65 anos                                   | Total                                        |
| 2021                                         | 55                                           | 43                                           | 274                                          | 137                                          | 509                                          |